# Sông Nin (bang)
Sông Nin (tiếng Ả Rập: ولاية نهر النيل, đã Latinh hoá: Nahr an Nīl) là một trong 18 wilayat hoặc bang của Sudan. Bang có diện tích 122,123 km² (47,152 mi²) và dân số ước tính là 1,027,534 (2006).

## Phân cấp hành chính
- Ad-Damir (Capital)
- Atbara
- Shendi
- Berber
- Abu Hamed
- El Matamah
- El Buhaira